# دينامو سانت بطرسبرغ
دينامو سانت بطرسبرغ (بالروسية: Динамо) كان فريق كرة سلة روسي للمحترفين تأسس في سنة 2004 يقع مقره في سانت بطرسبرغ. تم حل الفريق في سنة 2006

## الإنجازات

### المنافسات الأوروبية
- يورو شالنج
  - الفوز: 2004–05

## أبرز اللاعبين
من أبرز اللاعبين الذين لعبوا معه:
- داريل ميدلتون
- ديفيد بلو
- إد كوتا
- إدي جيل
- غوران يريتين
- يون أرنور ستيفانسون
- كيلي مكارتي
- ماسيج لامب
- أوغنين أشكرابيتش
- فلاديمير فيريمينكو